# Roger Kwami Zinga
Roger Kwami Mambu Zinga (1943 – 22 février 2004) est un réalisateur de la République démocratique du Congo (RDC).

## Biographie
Roger Kwami Mambu Zinga étudie le cinéma à l'Institut des arts de diffusion (IAD) de Louvain-la-Neuve, en Belgique, et obtient son diplôme en 1971. L’année suivante, il est l’auteur du premier film congolais à remporter un prix dans un festival international. Son film Moseka remporte le prix du court métrage au FESPACO 1972.  Ce film montre le retour de l'enfant du pays en RDC après avoir étudié en Belgique et s'être adapté à sa nouvelle vie au Zaïre. Il co-réalise Tango ya ba Wendo (1993) avec le documentariste belge Mirko Popovitch . Ce film documente le vieux et talentueux musicien congolais Wendo Kolossoy, considéré comme le « père de la musique congolaise ».
Pendant près de deux décennies, Kwami essaie de réaliser Libanga, un long métrage, mais les conditions au Zaïre ne l'ont pas rendu possible. Il réalise cependant plusieurs autres films.
Au moment de son décès, il occupe le poste de directeur de la cinématographie pour la télévision. Il est également président de l'Association congolaise des réalisateurs et est un membre actif de la Fédération panafricaine des cinéastes (Fepaci), dont il est le secrétaire régional pour l'Afrique centrale. Il est décédé le 22 février 2004 à Kinshasa.